# بلزونی (میسیسیپی)
بلزونی (به انگلیسی: Belzoni) شهری در ایالت میسیسیپی کشور ایالات متحده آمریکا است که جمعیت آن در سرشماری سال ۲۰۱۰ میلادی، ۲٬۲۳۵
نفر بوده‌است.